# Littérature australienne

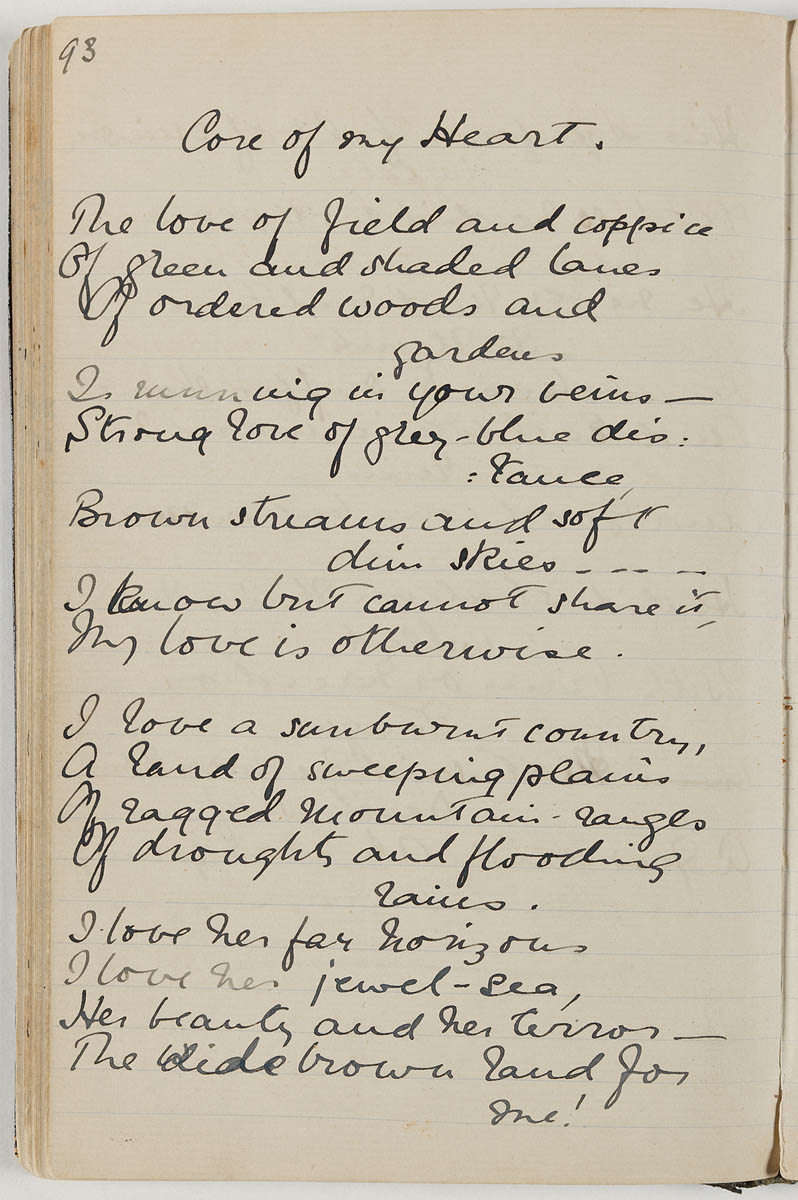
My Country, par Dorothea Mackellar.

La littérature australienne prend naissance peu après la colonisation du pays par les Européens. Parmi les thèmes fréquemment abordés, on retrouve l'identité indigène; le mateship (ou fidélité fraternelle), l'Égalitarisme et la Démocratie, l'aliénation du pays pour les uns ou l'exil pour les autres; la « beauté et la peur » de la vie dans l'outback et le bush australien et l'expérience des migrants.
Les écrivains australiens ayant acquis une reconnaissance internationale incluent Patrick White, Peter Carey, Thomas Keneally, Colleen McCullough et David Williamson. Dans le catalogue de littérature classique, on peut citer, comme poètes notables, Henry Lawson et Banjo Paterson; comme romanciers Marcus Clarke, Henry Handel Richardson, Alexis Wright et Miles Franklin; et  Geoffrey Blainey, Robert Hughes et Manning Clark sont les auteurs d'importants ouvrages historiques sur l'Australie.

## Écrivains australiens

### Introduction

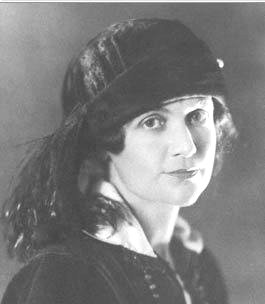
Dorothea Mackellar(1885-1968), poétesse et écrivaine. Rejetant les notions eurocentriques de son époque, elle a déclaré dans un poème: I love a Sunburnt Country (J'aime un pays brûlé par le soleil).

Patrick White (prix Nobel de littérature en 1973), Thomas Keneally (La Liste de Schindler), Colleen McCullough (Les oiseaux se cachent pour mourir), Shirley Hazzard, Nevil Shute, Morris West, Bryce Courtenay, DBC Pierre, Peter Carey et Jill Ker Conway sont des écrivains australiens mondialement connus. La féministe Germaine Greer (The Female Eunuch) et le critique d'art Robert Hughes (Le rivage fatal et Le choc de la nouveauté) sont des auteurs intellectuels influents. Parmi les grands humoristes contemporains, on peut citer Barry Humphries et Clive James.

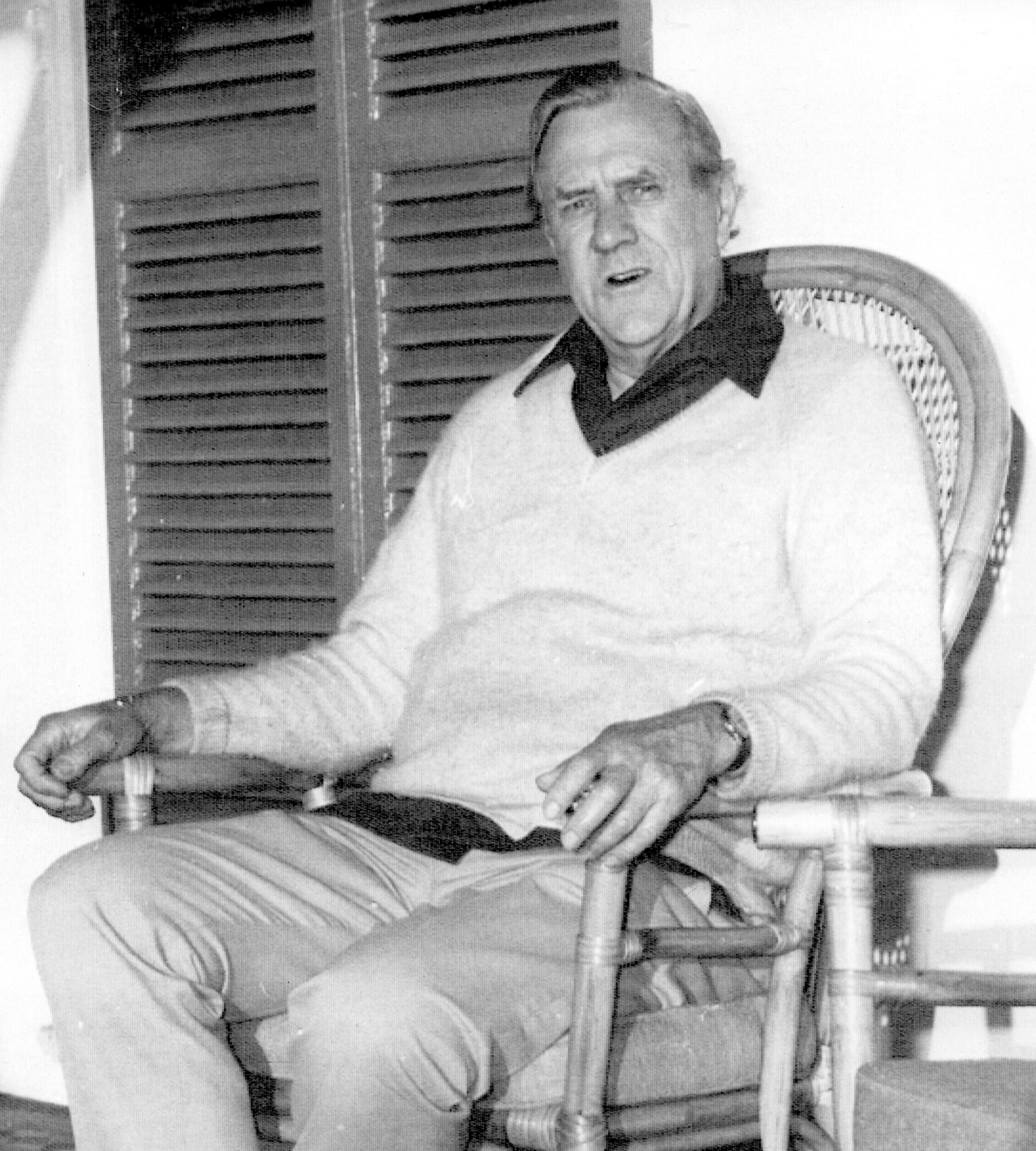
Patrick White, lauréat du prix Nobel de littérature en 1973.

Beaucoup d'auteurs ont trouvé leur inspiration dans la littérature britannique et européenne. Il y a également un certain parallélisme entre le développement de la littérature australienne et celui de la littérature nord-américaine mais les contes oraux des Australiens indigènes et les récits de la vie des bagnards et des colons ont contribué au développement d'un modèle d'écriture australien propre. L'étendue des paysages australiens est rapidement devenu un trait marquant de la littérature australienne. Le sentiment fort d'égalitarisme est également apparu tôt. Les Bush poets Henry Lawson (1867-1922) et Banjo Paterson (1864-1941) ont conçu un modèle de poésie populaire unique et il y a un grand nombre d'œuvres de la littérature classique australien avec des romanciers comme Marcus Clarke (1846-1881), Norman Lindsay (1879-1969) et Miles Franklin (1879-1954). Depuis la fin de la Seconde Guerre mondiale, plus de 6,5 millions de personnes d'environ 200 pays ont immigré en Australie. Il y a maintenant une quantité significative d'ouvrages de littérature multiculturelle en Australie, écrits par ou sur des migrants et des réfugiés.
The Literature of Australia est une anthologie de la littérature australienne due à l'Université Macquarie, éditée par Nicholas Jose, financée par l’Australia Council for the Arts et l’Australian Research Council, publiée en 2009.

### Thèmes aborigènes

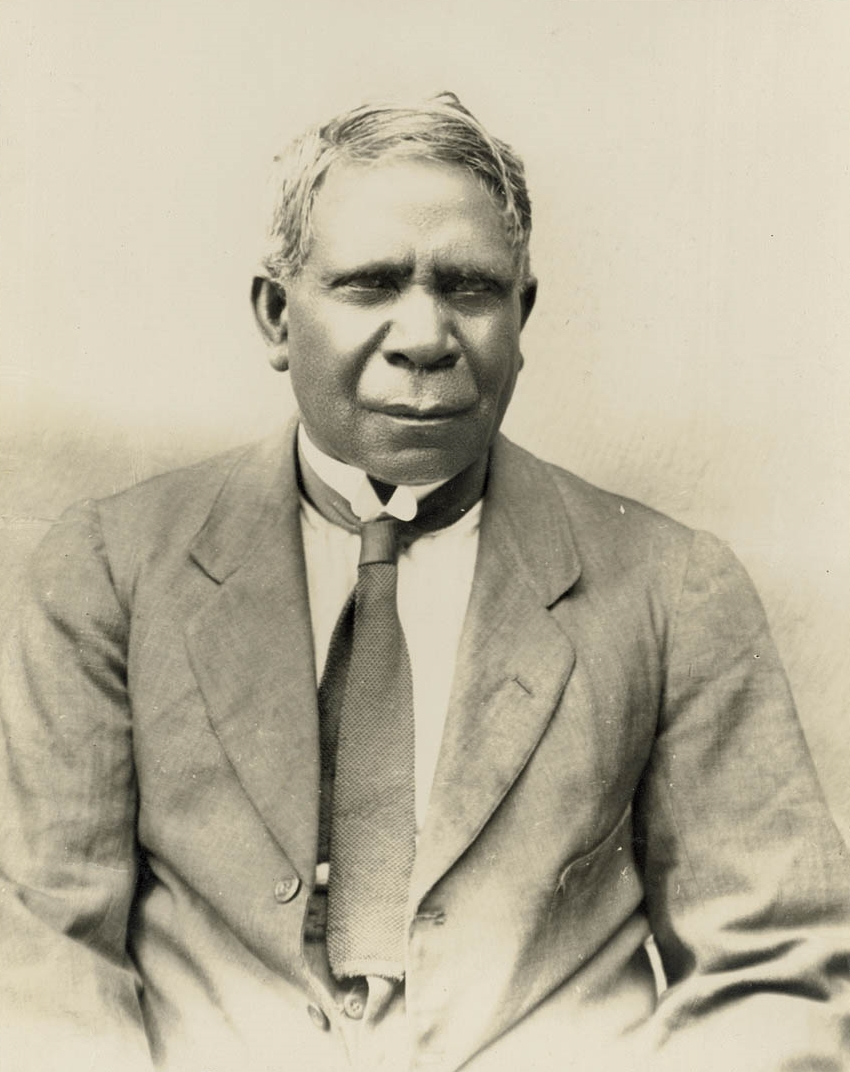
David Unaipon (1872-1967), écrivain, inventeur.

Les journaux des explorateurs européens contiennent beaucoup de récits fascinants décrivant le premier contact entre les Aborigènes et les nouveaux occupants. Les premiers contes hollandais laissaient à penser que les Aborigènes étaient des barbares. Le premier explorateur anglais William Dampier a eu un point de vue semblable. Mais au cours des années 1770 et à l'époque de Jean-Jacques Rousseau, l'explorateur James Cook et le soldat de la First Fleet, Watkin Tench, ont trouvé beaucoup à admirer chez les peuples indigènes. Cook a noté ses impressions sur les Aborigènes de Nouvelle-Hollande dans son journal : « en réalité ils sont bien plus heureux que nous les Européens… Ils vivent dans la tranquillité qui n'est pas troublée par l'inégalité de la condition. La terre et la mer leur fournissent toutes les choses nécessaires pour vivre… Ils vivent dans un climat agréable et ont un air très sain… ils n'ont aucune abondance ».

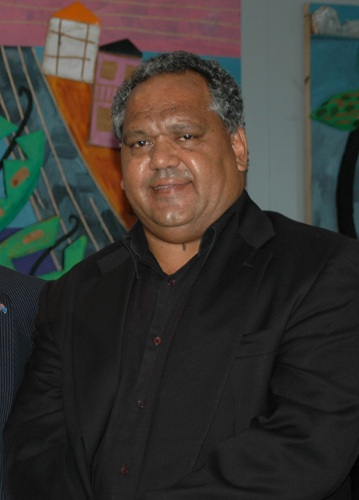
L'avocat et théoricien politique Noel Pearson.

Pour le premier conte historique de la mythologie des Aborigènes d'Australie écrit par un Aborigène, on peut citer David Unaipon (1872 - 1967): Legendary Tales of the Aborigines. Oodgeroo Noonuccal (1920-1995) était une célèbre poétesse et écrivain indigène et l'auteur du premier livre de poésie  écrit par un indigène: We Are Going (1964). Pour connaitre la vie indigène moderne, on peut lire My Place par Sally Morgan.
Des lettres rédigées par les chefs indigènes comme Bennelong et Sir Douglas Nicholls sont également préservées comme trésors de l'écriture australienne; de même que la pétition d'écorce de Yirrkala de 1963 : un document écrit sur une écorce qui est devenue le premier document indigène traditionnel reconnu par le Parlement australien. En 2009, l'avocat et théoricien politique Noel Pearson a édité son premier livre: Up From the Mission. Son discours, White Guilt, Victimhood and the Quest for a Radical Centre, de 2007, a été décrit par le commentateur Clive James comme un turning point dans l'histoire australienne. Le discours examine certaines des traditions intellectuelles du mouvement de droits civiques aux États-Unis et en Australie et encourage une synthèse de la thèse de Booker T. Washington (soulignant la responsabilité personnelle) et de W.E.B. Du Bois (soulignant des droits légaux) pour dépasser des tensions existantes et prôner un leap forward historique.
Beaucoup de livres et de poésies ont été écrits sur des thèmes indigènes par des non-indigènes - dont les poésies de Judith Wright ; Le Chant de Jimmy Blacksmith (The Chant of Jimmie Blacksmith) par Thomas Keneally était un roman séminal au sujet d'un épisode violent des relations raciales en Australie  et l'auteur David Malouf a écrit un récit sur le dernier Aborigène parlant une langue indigène: The Only Speaker of his Tongue.
Watkin Tench (Narrative of the Expedition to Botany Bay et Complete Account of the Settlement at Port Jackson); Roderick J. Flanagan (The Aborigines of Australia, 1888); The Native Tribes of Central Australia par  Spencer et Gillen, 1899; l'écriture  d'anthropologue Donald Thompson au sujet des Yolngu du  terre d'Arnhem (c.1935-1943); Alan Moorehead (The fatal Impact, 1966); Geoffrey Blainey (Triumph of the Nomads, 1975); Henry Reynolds (The Other Side of the Frontier, 1981); et Marcia Langton (First Australians, 2008) sont les auteurs d'importants ouvrages historiques sur les Aborigènes d'Australie. Actuellement, les interprétations différentes des relations noir-blancs sont le sujet des discussions littéraires entre des intellectuels comme Robert Manne et Keith Windshuttle.
La romancière australienne Drusilla Modjeska (en) dresse dans le roman en anglais Maunten (en) (2012, 2019 en français) un tableau des relations, avant (1968-1973) et après (2005-2006) l'indépendance, entre Australiens et Papouasiens, à Port Moresby et en montagne.

### Poètes

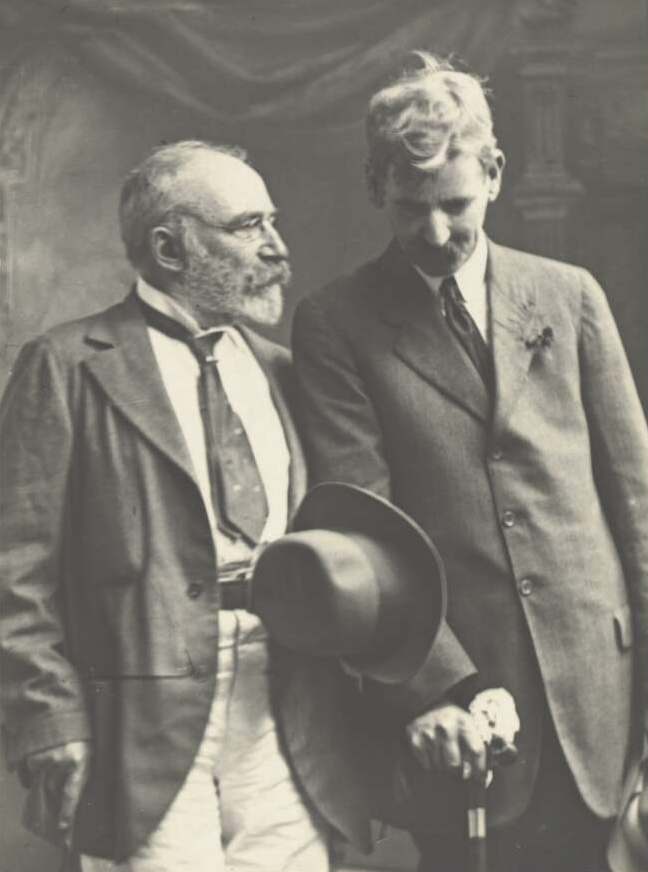
Jules François Archibald (à gauche) du magazine The Bulletin, en compagnie du poète Henry Lawson.

Dans le catalogue de littérature classique australien, on peut citer les bush poètes: Henry Lawson, Banjo Paterson, ou Barcroft Boake. Les principaux, Lawson et Paterson, se sont engagés dans un duel littéraire célèbre qui a vu Lawson écrire les dures réalités de l’Outback et Paterson célébrer la romance du Bush. La poésie d'abord éditée de Lawson était « une chanson de la République » qui est apparue dedans The Bulletin en 1887. Lawson  a défini des Australiens comme : laconique, égalitaire et humanitaire. Au contraire de Paterson, Lawson n'a eu aucune illusion romantique au sujet « d'une idylle rurale » en Australie. En plus, il est l'auteur de poèmes aux thèmes sociaux des villes, comme Faces on the Street. Les poésies de Paterson sont connues pour leur romantisme  - dont The Man From Snowy River qui raconte l'histoire d'un poulain descendant d'un cheval qui s'est échappé dans les Alpes australiennes, et l'héroïsme du jeune cavalier qui le rattraper. Paterson a également écrit les mots de la chanson Waltzing Matilda - la chanson folklorique australienne le plus connue.

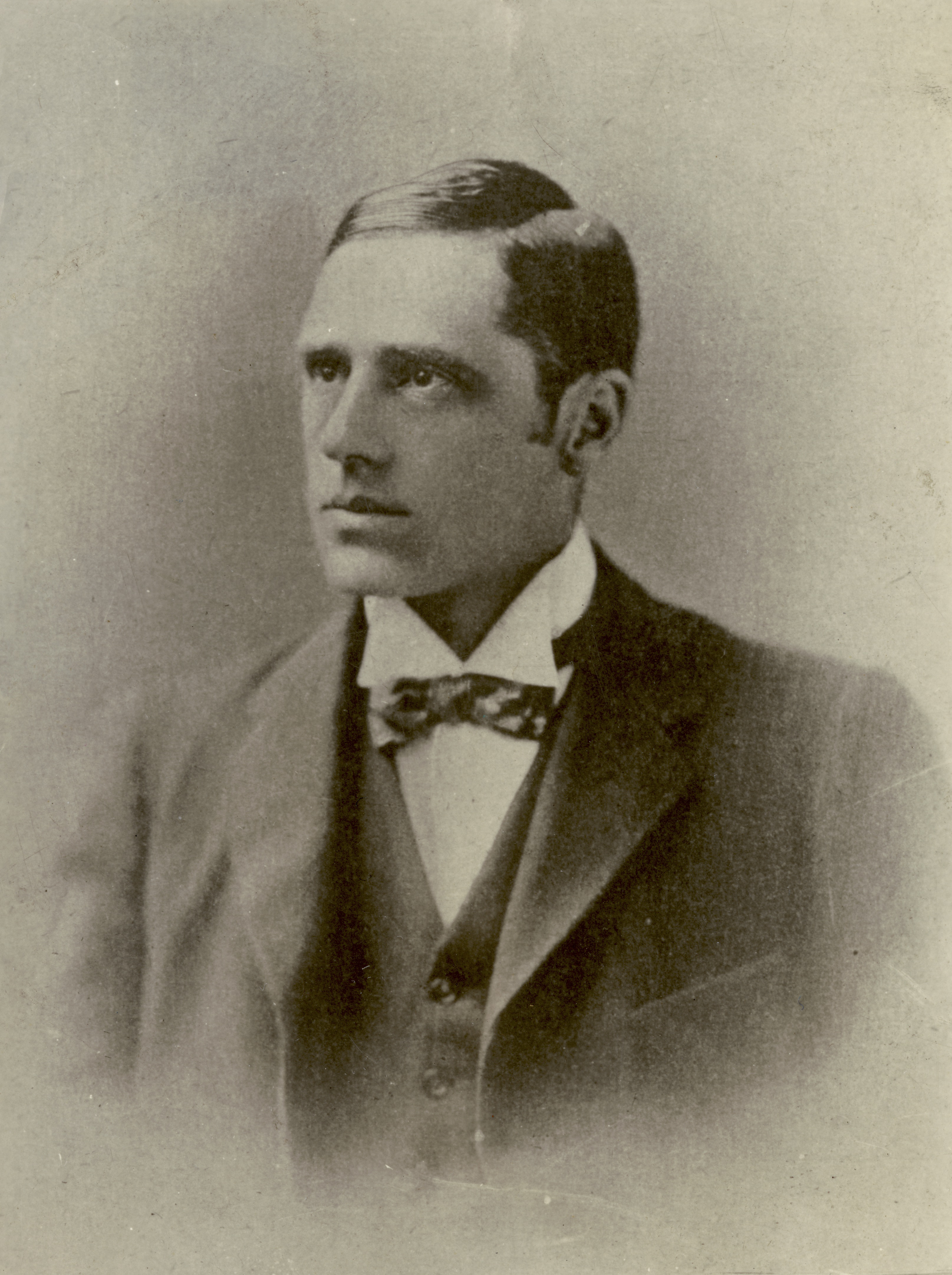
Banjo Paterson écrit au sujet de la romance de la vie dans le Bush australien.

Barcroft Boake écrit une romance sinistre : histoires de sécheresse et inondation, fièvre et famine, meurtre et suicide, courage et résistance (dont Where the Dead Men Lie). Ils ont écrit dans le magazine The Bulletin, de grande influence dans la culture et la politique australienne de 1890 à la Première Guerre mondiale, période où il fut apparenté à l'École australienne de littérature et. La poétesse Dame Mary Gilmore était une autre contribuante.
Les Bush poets forgeaient un modèle populaire et uniquement australien, alors que d'autres contemporains, comme Christopher Brennan, suivaient les formes européennes, et l'approche symboliste français.
Adam Lindsay Gordon (1833-1870) était un poète, un cavalier et un politicien australien, très populaire dans l'Empire britannique, auteur des ballades de la vitalité, et de poésies imitatives du modèle romantique et du modèle victorien. Il est commémoré au Coin des poètes, à l'Abbaye de Westminster.
C.J. Dennis (1876-1938) était un poète qui a écrit en langue vernaculaire australienne, notamment dans "The Songs of a Sentimental Bloke" (1909-1915). Après la mort de Dennis, Joseph Lyons, le Premier ministre d'Australie de l'époque, le décrivit comme le Robert Burns australien.
Dorothea Mackellar (1885-1968) a écrit la poésie évocatrice "My Country" (1908) en tant qu'Australienne nostalgique à Londres. Rejetant les notions d'anglophilie de son époque, elle a déclaré :
J'aime un pays brûlé par le soleil,
Terre des vastes plaines,
Des chaines de montagne déchiquetées,
De la sécheresse et des inondations.
J'aime ses horizons lointains,
J'aime le bijou qu'est sa mer,
Sa beauté et sa terreur
La grande terre brune pour moi !
Kenneth Slessor, journaliste de presse, puis correspondant de guerre pendant la Seconde Guerre mondiale, obtient la célébrité comme l'un des principaux poètes australiens à intégrer dans la poésie australienne les influences modernistes.
Parmi les poètes contemporains, on peut citer Leslie Murray, Bruce Dawe et Judith Wright. L'œuvre de Murray est largement récompensée par de nombreux prix, notamment le Queen's Gold Medal for Poetry, qui lui a été attribuée sur recommandation du poète Ted Hughes en 1998. Deux autres Australiens ont reçu la Queen's Gold Medal for Poetry : Michael Thwaites en 1940 et Judith Wright en 1991.
- Ballade du bush (en)

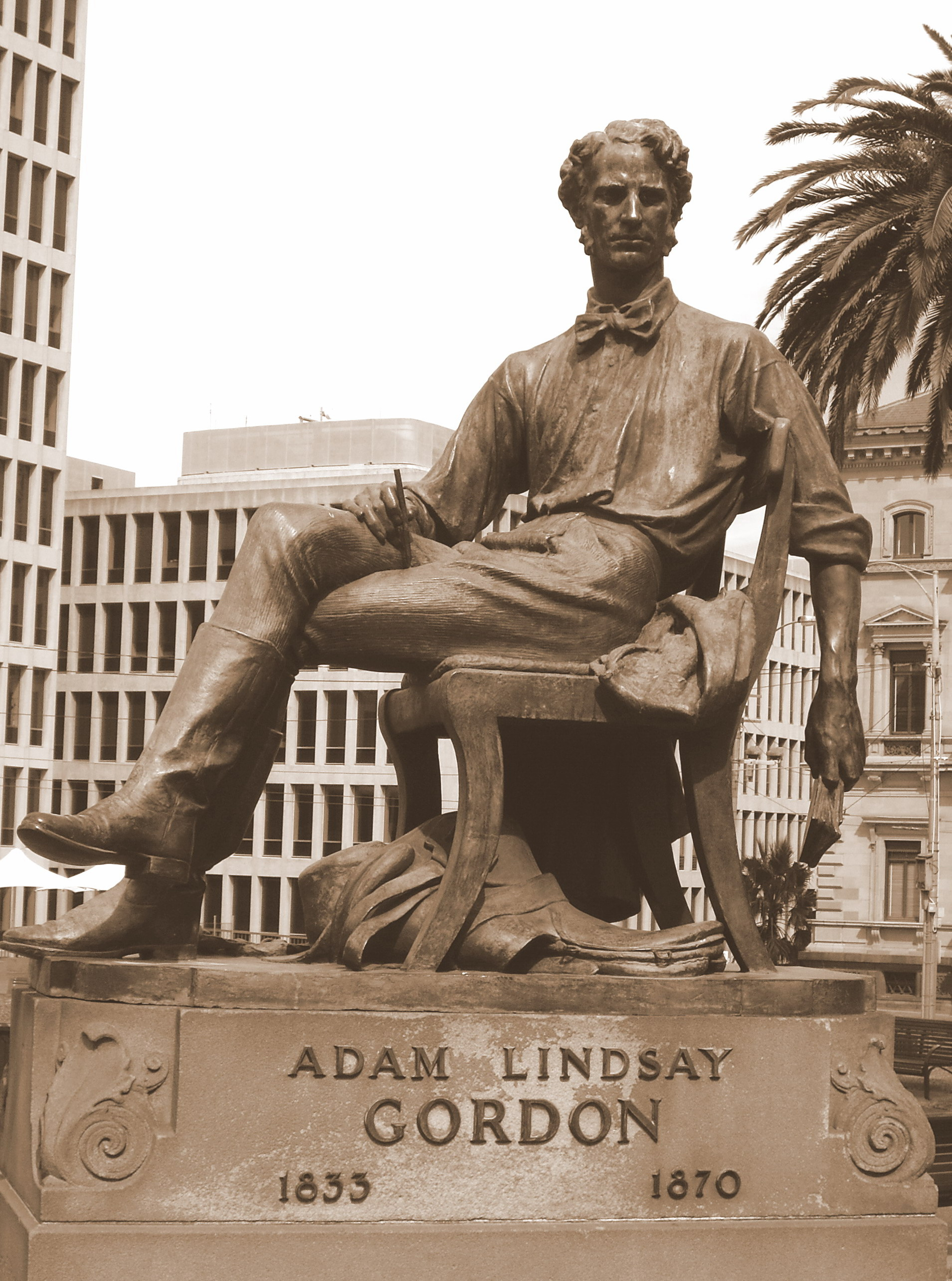
Adam Lindsay Gordon
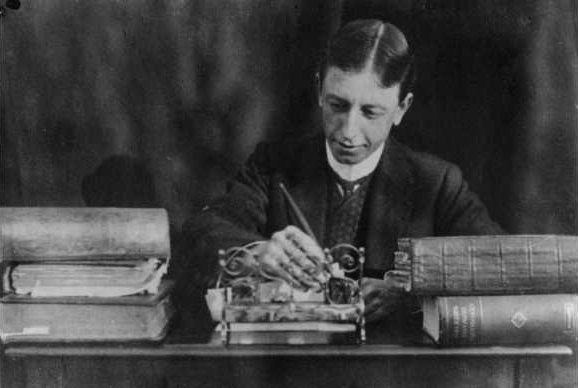
C.J. Dennis
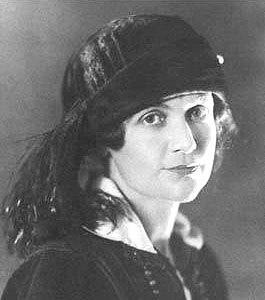
Dorothea Mackellar
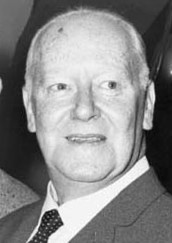
Kenneth Slessor
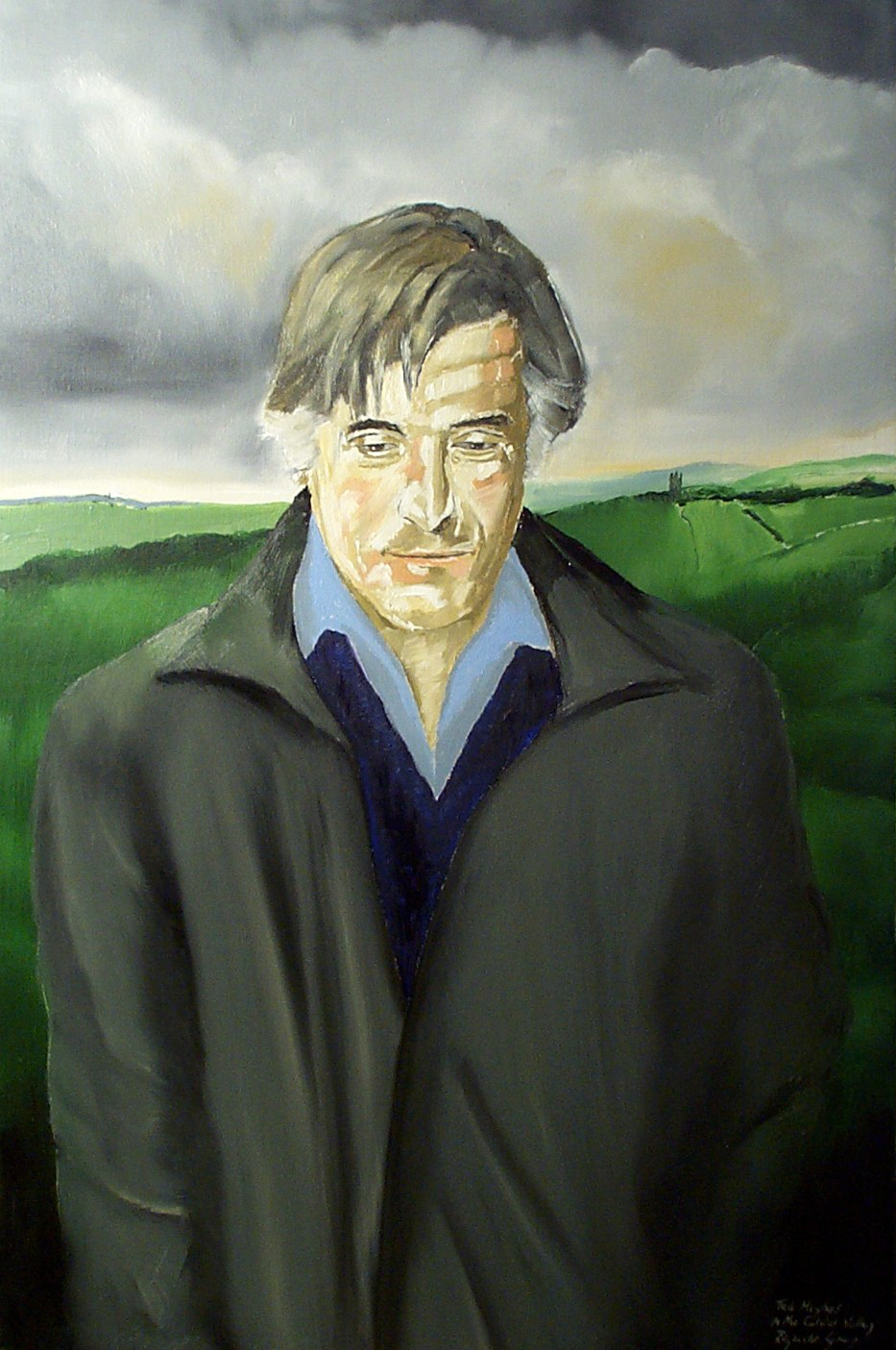
Ted Hughes
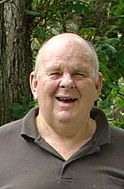
Leslie Murray

### Romanciers

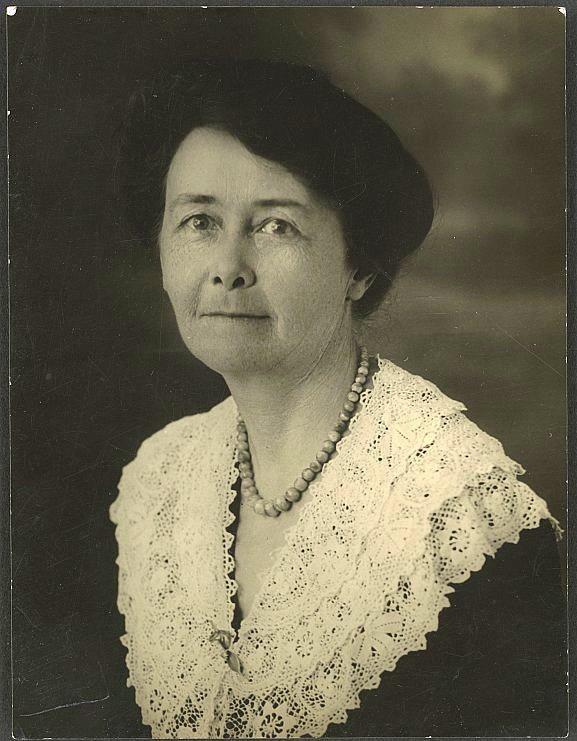
Miles Franklin (1879-1954), femme de lettres.

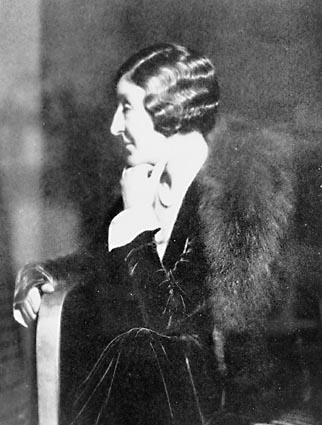
Henry Handel/Ethel Florence Lindesay Richardson en 1945.

Comme romanciers : Marcus Clarke a écrit au sujet de la discussion morale au sujet du traitement des bagnards (For the Term of His Natural Life); Rolf Bolderwood (Robbery Under Arms) et Peter Carey (True History of the Kelly Gang) a décrit l'expérience des Bushrangers; Henry Handel Richardson - pseudonym d'Ethel Florence Lindesay Richardson - (The Fortunes of Richard Mahony) et Joseph Furphy (Such is Life) ont été très fortement acclamés. Miles Franklin - (pseudonym de Stella Maria Sarah Miles Franklin - (Ma brillante carrière) et Jeannie Gunn (We of the Never Never) a écrit la vie dans le Bush vue par une femme; Albert Facey a raconté l'expérience de Gallipoli (A Fortunate Life); et Ruth Park a écrit des divisions sectaires parmi les Australiens britanniques et irlandais vivant à taudis de ville des années 1940 (The Harp in the South). La vie des australiennes lors de la Seconde Guerre mondiale a été dépeintes par Nevil Shute dans A Town Like Alice; et par l'autobiographie de Sir Edward Dunlop; et les livres d'Alan Moorehead.
Parmi les auteurs de littérature enfantine : Norman Lindsay (The Magic Pudding), May Gibbs (Snugglepot and Cuddlepie), Ruth Park (The Muddleheaded Wombat); Dorothy Wall (Blinky Bill) et Mem Fox (Possum Magic) ont introduit le caractère unique du Bush australien au catalogue des livres pour enfants.
Parmi les adaptations de films importants d'histoires australiennes, on peut citer : La Grande Évasion, écrite par Paul Brickhill ; Mary Poppins par Pamela L. Travers et La Liste de Schindler par Thomas Keneally.
Parmi les romanciers contemporains réputés : Thomas Keneally (La Liste de Schindler, 1982), Colleen McCullough (Les oiseaux se cachent pour mourir, 1977), Shirley Hazzard, Morris West (Les Souliers de saint Pierre, 1968), Bryce Courtenay (La Puissance de l'ange, 1989), et Jill Ker Conway sont des écrivains australiens mondialement connus. Kenneth Cook est particulièrement apprécié en traduction française (Cinq matins de trop, 1961).
En 1973, Patrick White est lauréat du prix Nobel de littérature, le premier Australien (et à ce jour encore le seul). L'Académie suédoise le signale pour « son art de la narration psychologique et épique qui a fait entrer un nouveau continent dans le monde de la littérature ». Son autobiographie, Défauts dans le miroir (Flaws in the Glass) est publiée en 1981. Son premier roman, Happey Valley (Eden-Ville, 1939), avait déjà pour cadre l'Australie rurale comme ses ouvrages plus tardifs à l'instar de L'Arbre de l'homme (The Tree of Man, 1955), son chef-d'œuvre, qui traite de l'urbanisation des campagnes et de la lutte d'un paysan dans les grands espaces.
DBC Pierre et Peter Carey ont tous les deux gagné le Prix Booker. Tim Winton est un autre romancier acclamé. Paul Wenz, romancier australien de langue française, est quant à lui considéré en Australie comme un auteur de classiques.
Parmi les grands humoristes contemporains en anglais, on remarque Barry Humphries et Clive James.
Humphries, un artiste connu et artisan du mouvement Dada, a écrit beaucoup de livres et les scénarios de plusieurs films.
Il a joué pour le théâtre, le cinéma et la télévision.
James, est un poète, critique littéraire, essayiste, présentateur d'une émission-débat, auteur d'ouvrages de voyage et commentateur culturel.
Il est décrit par le New York Times comme « a comic public intellectual ».
Parmi ses livres, on peut citer l'autobiographie Unreliable Memoirs (1980) et les commentaires culturels Fame in the 20th Century (1993) et Cultural Amnesia: Necessary Memories from History and the Arts (2007).

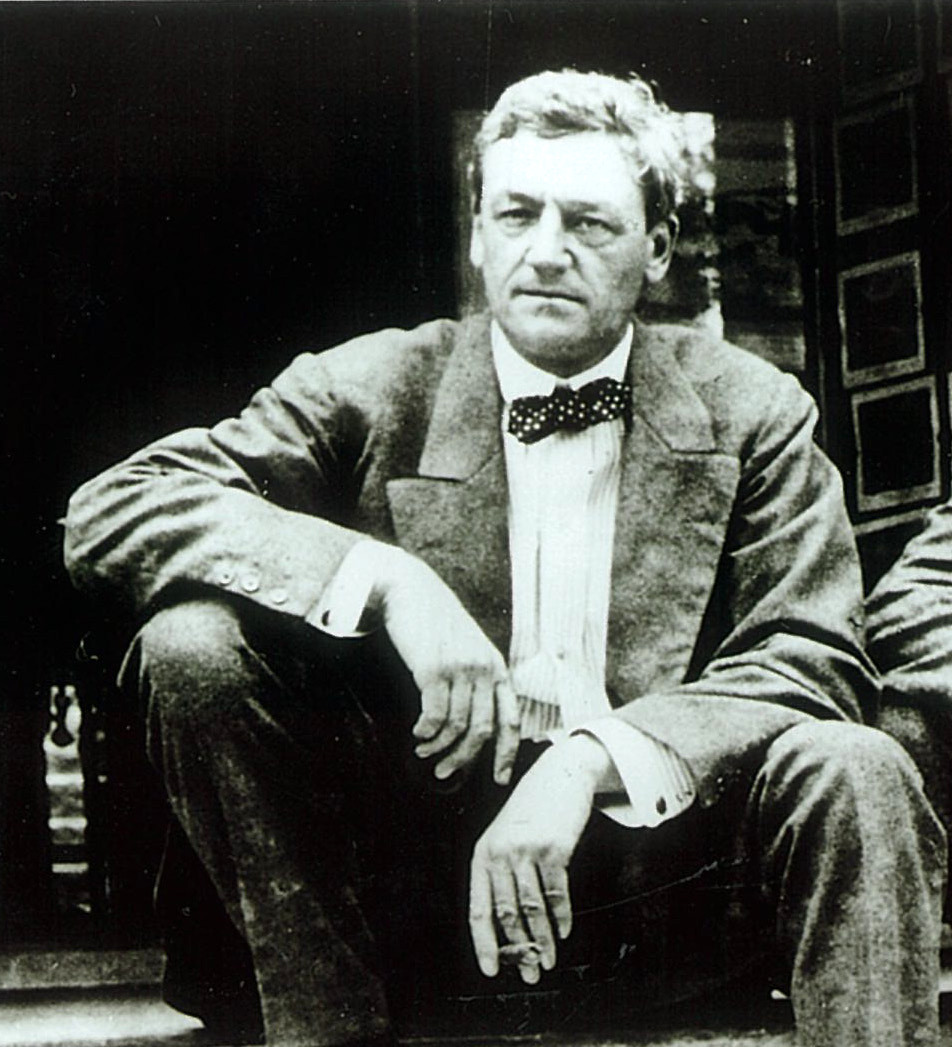
Paul Wenz
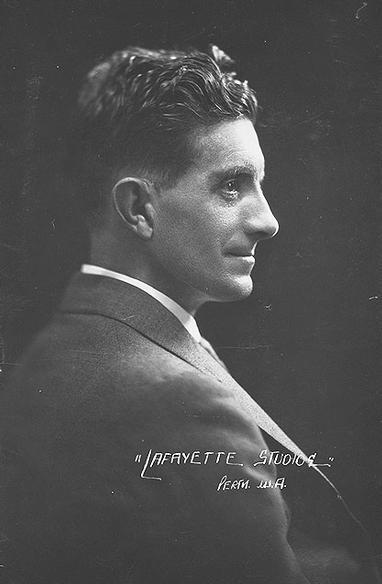
Arthur Upfield
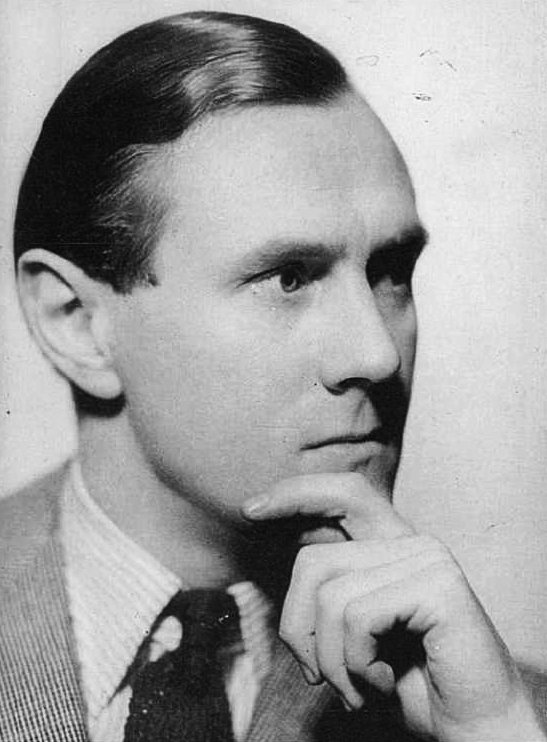
Patrick White
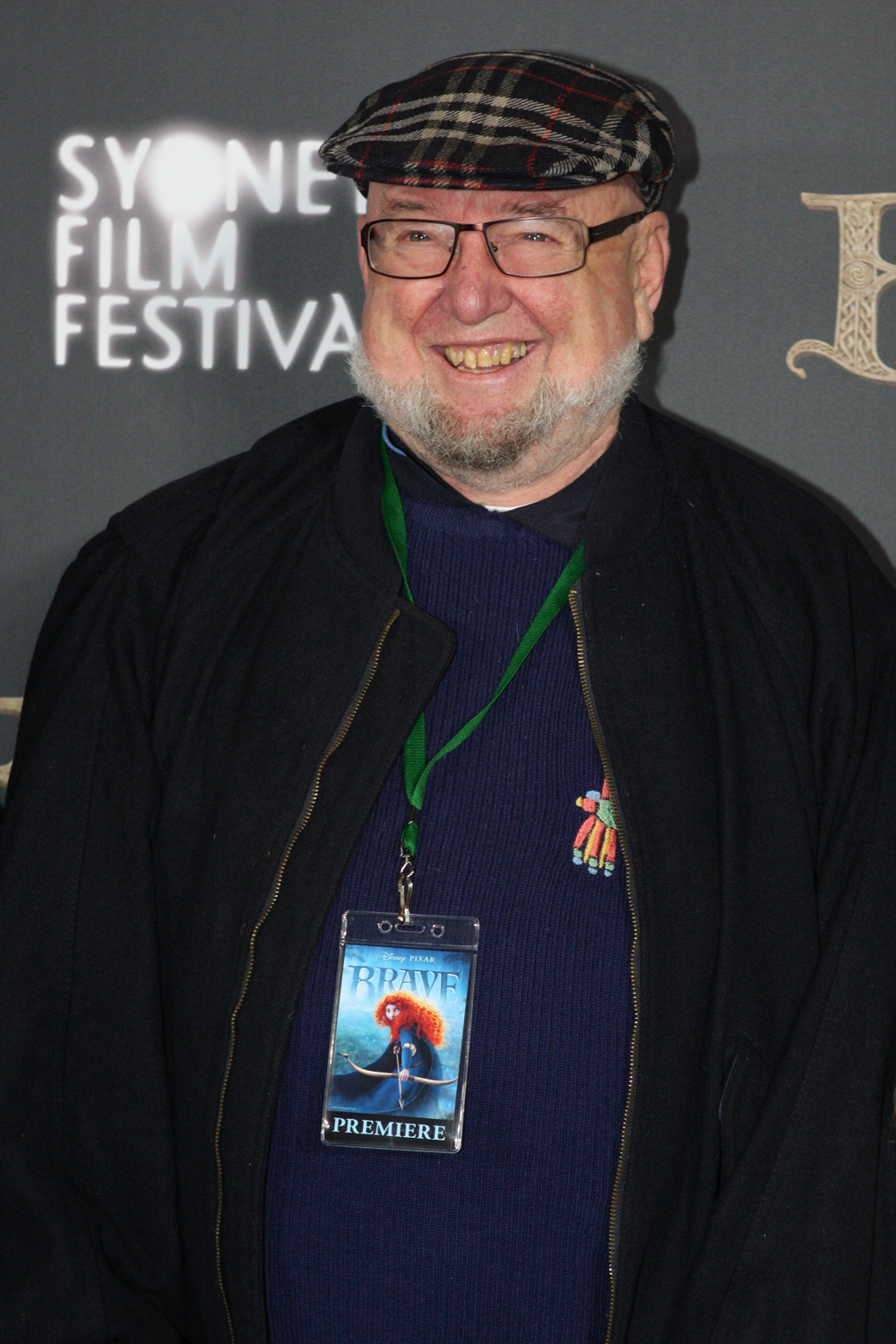
Thomas Keneally
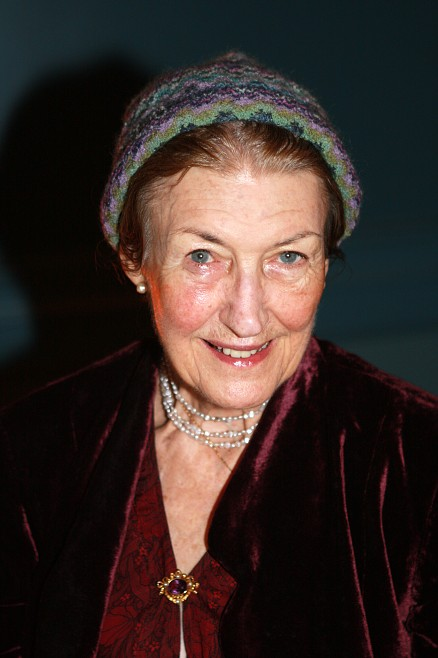
Shirley Hazzard
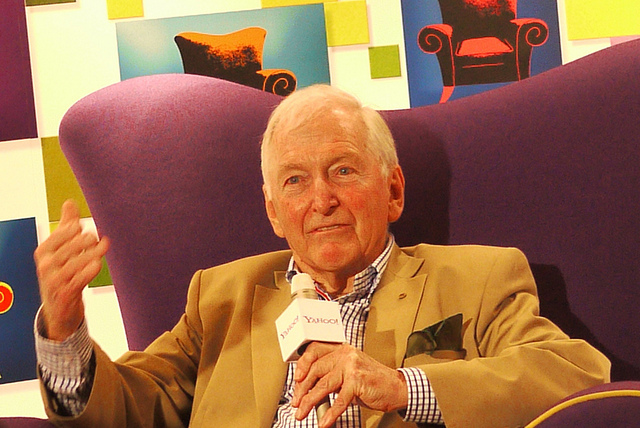
Bryce Courtenay
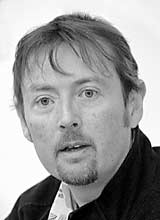
DBC Pierre

### Roman policier
Le roman policier australien est d'importance : auteurs australiens de roman policier.
Le personnage de l'Inspecteur Napoléon Bonaparte, dans les romans de l'anglo-australien Arthur Upfield (1890-1964), est la première figure du roman policier ethnologique.

### Dramaturges
La première pièce de théâtre a été montée dans la colonie pénitentiare de Sydney en 1789, pour l'anniversaire du Roi George III. Les prisonniers ont joué la comédie, The Recruiting Officer de George Farquhar. Deux siècles plus tard, les circonstances extraordinaires de cet épisode ont été racontées dans la pièce Our Country's Good de Timberlake Wertenbaker : les participants étaient des prisonniers, il y avait opposition entre des dirigeants sadiques et la principale femme qui faisait face à la peine de mort.
Après l'indépendance de la fédération en 1901, la production australienne de théâtre a montré un nouveau sens de l'identité nationale. On Our Selection (1912) de Steele Rudd, racontant les aventures comiques d'un famille de pionniers australiens, est devenue immensément populaire.
En 1955, Summer of the Seventeenth Doll de Ray Lawler, une pièce de consonance résolument australienne, a été saluée internationalement. La « Nouvelle vague » du théâtre australien a débuté dans les années 1970, avec des dramaturges tels que David Williamson, Alma De Groen, Barry Oakley et Jack Hibberd. Le Belvoire Street Theatre a ses origines à Sydney en 1970 et a présenté des œuvres d'auteurs tels que Nick Enright et David Williamson.
Parmi les dramaturges contemporains, on peut citer : Alan Seymour, qui a étudié la nature paradoxale en Australie de la commémoration de la défaite de la Gallipoli dans The One Day of the Year ; Nick Enright (1950-2003) qui, en 1993, aux Oscars, était nommé pour « meilleur scénario original » pour son scénario de Lorenzo, réalisé par George Miller ; et Justin Fleming qui habite Paris et Sydney et écrit sur des thèmes internationaux.
En 1998, Alma De Groen, originaire de Nouvelle-Zélande, est la première personne à être honorée du prix Patrick-White pour une œuvre dramatique comme contribution à la littérature australienne. Ses pièces, qui croisent librement comédie et tragédie, histoire et science-fiction, explorent le revers d'une culture dominée par les hommes tant sur le plan économique que symbolique, où les créatrices sont entravées dans leurs carrières et le matrimoine culturel minoré voire occulté.
David Williamson est l'un des dramaturges australiens les plus connus. Les œuvres de Williamson se concentrent sur les thèmes de la politique, la loyauté et la famille dans l'Australie contemporaine urbaine, en particulier dans deux de ses grandes villes, Melbourne et Sydney - avec des œuvres telles que Don's Party, une comédie se déroulant lors d'une élection fédérale australienne ; The Club au sujet du Football australien, "Emerald City" une satire au sujet de l'Industrie du spectacle en Australie ; et Dead White Males, une approche satirique du postmodernisme et de l'éthique universitaire.
Ngapartji Ngapartji, par Scott Rankin et Trevor Jamieson, raconte l'histoire des effets des essais nucléaire du guerre froide sur les indigènes du désert Occidental d'Australie : un exemple contemporain de la fusion des traditions dramatiques en Australie : les acteurs de Pitjantjatjara étant soutenu par des Australiens de l'héritage grec, afghan, japonais et néo-zélandais ; représentation de la société multiculturelle de l'Australie moderne.

### Histoire

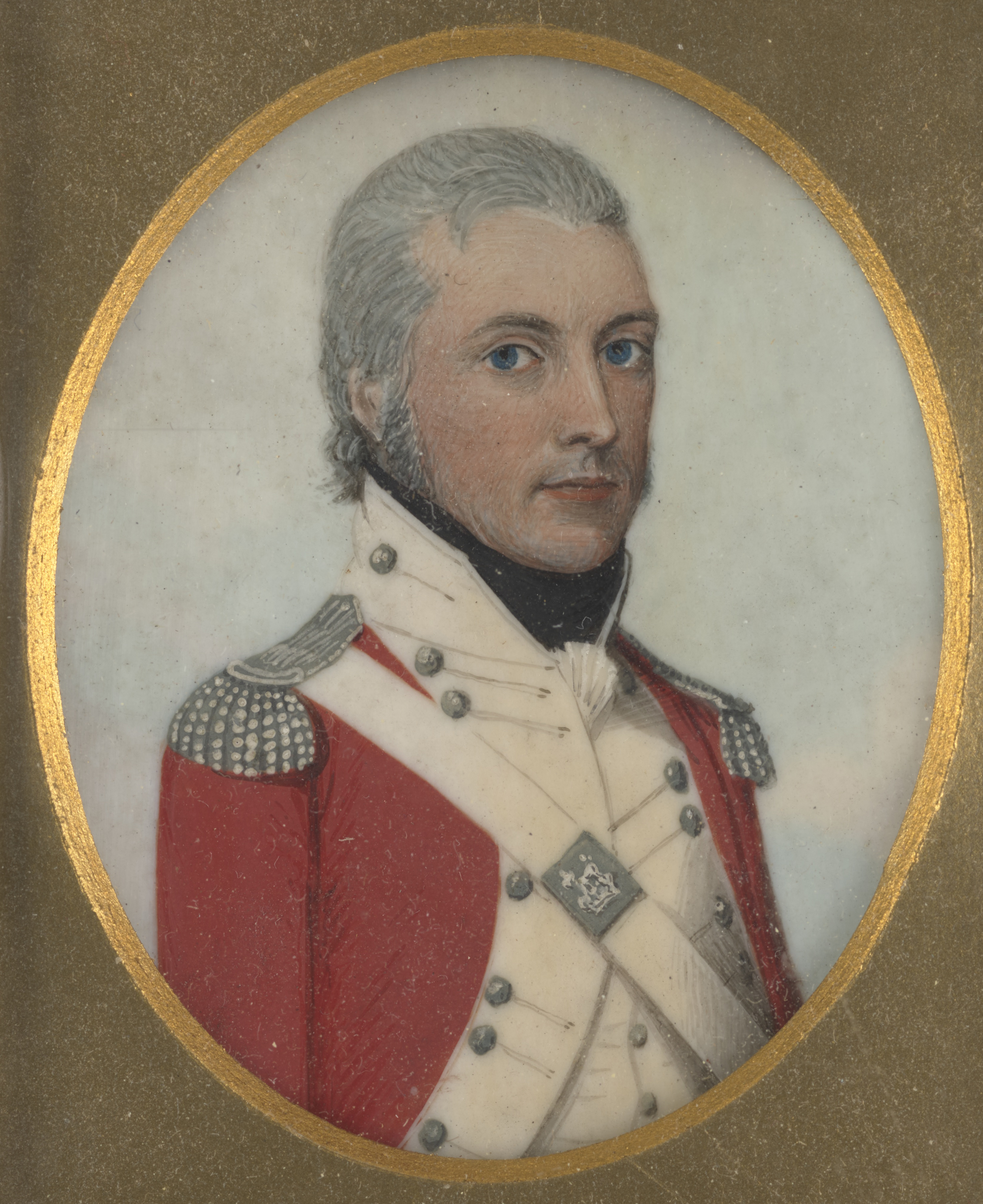
Watkin Tench, écrivain et officier britannique arrivé en Australie en 1788 à bord de la First Fleet.

Watkin Tench (1758-1833) - un officier britannique arrivé en Australie en 1788 à bord de la First Fleet - a publié plus tard deux livres au sujet de ses aventures en Nouvelle-Galles du Sud : Narrative of the Expedition to Botany Bay et Complete Account of the Settlement at Port Jackson. Écrits avec esprit et humanité, les récits de son voyage vers Sydney et de la vie dans la colonie sont considérés les plus perspicaces et les plus littéraires des récits contemporains.
Charles Bean a été l'historien officiel australien de la Première Guerre mondiale chargé de conserver la mémoire de l'ANZAC. Il a décrit le comportement des soldats de l'ANZAC comme représentant « la bravoure insouciante pour une bonne cause, pour l'esprit d'entreprise, la débrouillardise, la fidélité, la camaraderie et l'endurance. ». Ses écrits font référence notamment The Story of ANZAC: From the Outbreak of War to the End of the First Phase of the Gallipoli Campaign May 4, 1915, 1921.
L'Australie dans la guerre de 1939-1945 est une série de 22 volumes consacrée à la participation de l'Australie à la Seconde Guerre mondiale et servant d'histoire officielle. La série a été publiée par l’Australian War Memorial entre 1952 et 1977. La plupart des volumes de la série ont été édités par Gavin Long, qui a également réécrit trois volumes de la série et le volume de synthèse sur les six années de guerre.
Manning Clark a eu un talent pour la prose narrative et son A History of Australia (en six volumes de 1969 et 1987) est devenu un travail de littérature influent et populaire. Son élève, Geoffrey Blainey, a exercé une profonde influence sur l'historiographie australienne. Ses histoires comme The Tyranny of Distance, 1966 et Triumph of the Nomads: A History of Ancient Australia 1975 ont contesté les vues conventionnelles de l'histoire de l'Australie.
Robert Hughes est un écrivain et historien d'art. Son livre The Fatal Shore. The epic of Australia's founding ("Le rivage fatal"), publié en 1987, sur le début de l'histoire coloniale est influent et populaire. Son documentaire sur l’histoire de l’art, The Shock of the New ("Le choc de la nouveauté"), était plus tard un livre et Il fut l’auteur de mémoires Things I Didn't Know  ("Les choses que je ne savais pas") en 2006 et, de Rome en 2007, une histoire personnelle de la ville,.
Marcia Langton (1951-) est l'une des principales personnalités universitaires aborigènes. Elle a collaboré avec Rachel Perkins pour rédiger la chronique du début de l'Australie contemporaine d'un point de vue aborigène: First Australians. An Illustrated History, 2008.
Le terme « guerres de l'histoire » désigne un débat majeur de l'historiographie australienne contemporaine. Parmi les principaux « guerriers de l'histoire » à droite on peut citer Geoffrey Blainey et Keith Windschuttle et à gauche Stuart Macintyre; Robert Manne (politologue); et Henry Reynolds.

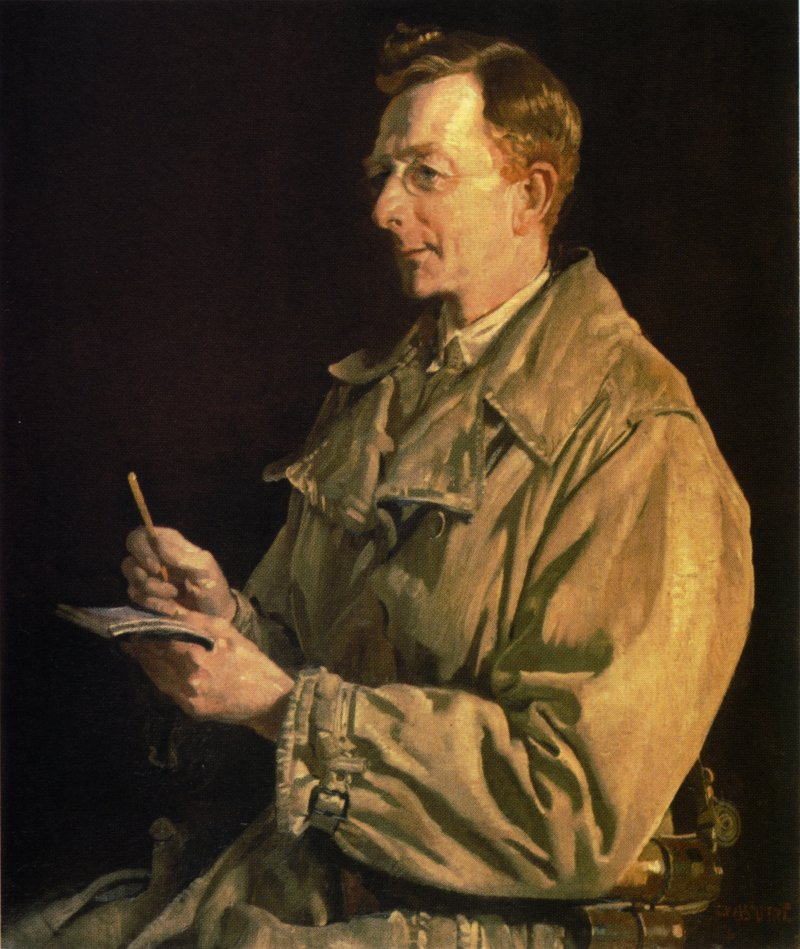
Charles Bean
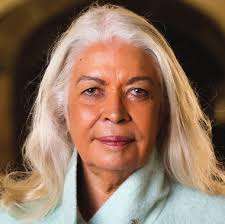
Marcia Langton

### Grunge lit
Grunge lit (une abréviation Anglais pour "grunge literature") est un genre littéraire australien habituellement appliqué à l'écriture fictive ou semi-autobiographique qui decrit la vie des jeunes adultes insatisfaits et privés de leurs droits vivant dans des banlieues ou dans des quartiers déshérités, ou dans "entre-deux" espaces qui ne correspondant à aucune de ces catégories (par exemple, vivre dans une maison mobile ou sans abri, comme dormir sur une plage)). À son apogée dans les années 1990, 
et rarement en usage après les années 2000, les exemples de ce concept incluent Monkey Grip (1977), Praise (1991), Loaded (1995) et The River Ophelia (1995).

### Littérature jeunesse

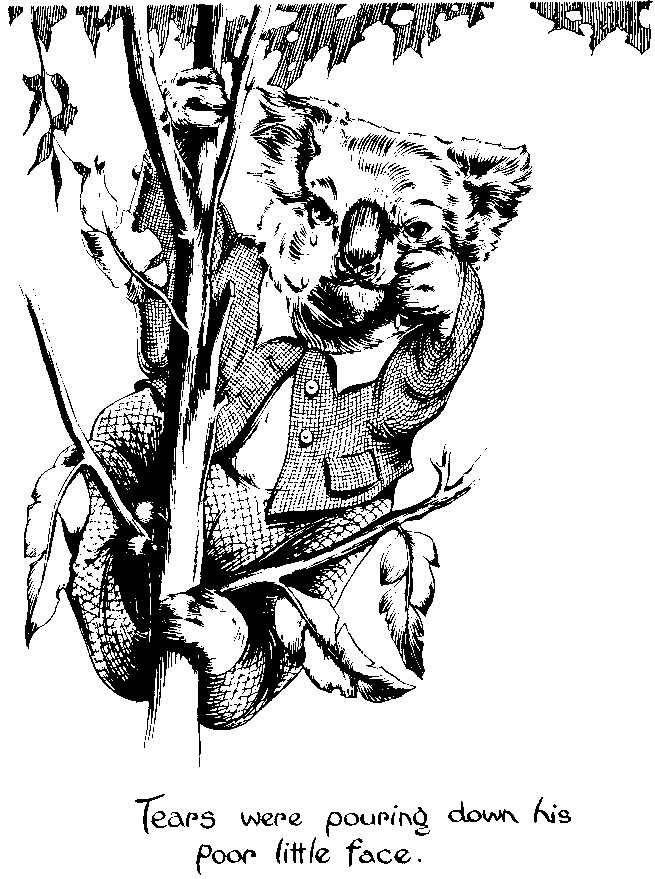
Un ouvrage du catalogue classique de la littérature enfantine: The Adventures of Blinky Bill (1933-1937), de Dorothy Wall.

Jan Ormerod (1946 - 2013), née Janet Louise Hendry, était une enseignante, auteure et illustratrice australienne en littérature jeunesse. Elle a obtenu de nombreux prix littéraires.

## Listes

### Auteurs
- Écrivains australiens
- Liste chronologique d'écrivains australiens (nés avant 1950)
- Liste chronologique d'écrivains australiens nés à partir de 1950
- Liste de romanciers australiens par ordre alphabétique
- Liste de poètes australiens, Liste alphabétique de poètes australiens (en)
- Liste alphabétique d'auteures australiennes (en)
- Liste alphabétique d'écrivains australiens aborigènes (en)
- Philosophes australiens, Sociologues australiens, Historiens australiens
- Écrivains australiens par siècle (en)
- Liste de chroniqueurs australiens de la Première Guerre mondiale (en)

### Institutions
- Revues littéraires australiennes (en)
- Bibliothèques en Australie, Liste de bibliothèques en Australie (par État) (en)
- Bibliothèque nationale d'Australie
- Archives nationales d'Australie
- Académie australienne des Humanités (en) (1969)

### Prix littéraires
- Liste des prix littéraires australiens
- Prix littéraires en Australie
- Liste des Australiens lauréats du prix Nobel

Parmi les prix littéraires australiens :
- ALS Gold Medal (en)
- Anne Elder Award
- Prix Aurealis
- The Australian/Vogel Literary Award
- Children's Book Council of Australia
- Ditmar Award Science Fiction (dont la Fantasy & l'Horreur)
- Prix Kenneth Slessor de poésie
- Prix Mary Gilmore pour un premier livre de poésie
- Prix Miles-Franklin
- New South Wales Premier's Literary Awards
- Patrick White Award
- Queensland Premier's Literary Awards
- Victorian Premier's Literary Award
- Western Australian Premier's Book Awards

Les auteurs australiens sont aussi éligibles pour des prix tels que :
- Commonwealth Writers Prize
- Prix Booker
- Women's Prize for Fiction ex-Orange Prize for Fiction

### Autres
- Théâtre en Australie
- Littérature de Tasmanie (en)
- Poésie de performance en Australie (en)
- Littérature australienne indigène (en)
- Liste d'écrivains australiens indigènes (en)
- Chronologie de la littérature jeunesse australienne (de)
- Ouvrages littéraires australiens (en)
- Revues littéraires australiennes (en)
- Bande dessinée australienne